# 马尔帕蒂达-德普拉森西亚
马尔帕蒂达-德普拉森西亚是西班牙埃斯特雷马杜拉卡塞雷斯省的一个市镇。总面积373平方公里，总人口4202人（2001年），人口密度11人/平方公里。